# 중용 (성공회)
중용(中庸, 라틴어: Via Media)은 성공회의 특징들 중 하나이자, 영국 종교개혁의 개혁방향이다. 성공회의 중용은 절충이나 중탕이 아니라, 로마 가톨릭과 개신교 간의 극단을 삼가고 동서교회 분리 이전의 초대교회의 신앙과 전통을 계승한다는 의미를 갖고 있다.

## 같이 보기
- 성공회
- 중도 (불교)